# روسکوو
روسکوو (به آلمانی: Roskow) یک شهر در آلمان است که در پوتسدام-میتلمارک واقع شده‌است. روسکوو ۱٬۲۹۸ نفر جمعیت دارد.